# Kloster der Visitantinnen (Warschau)

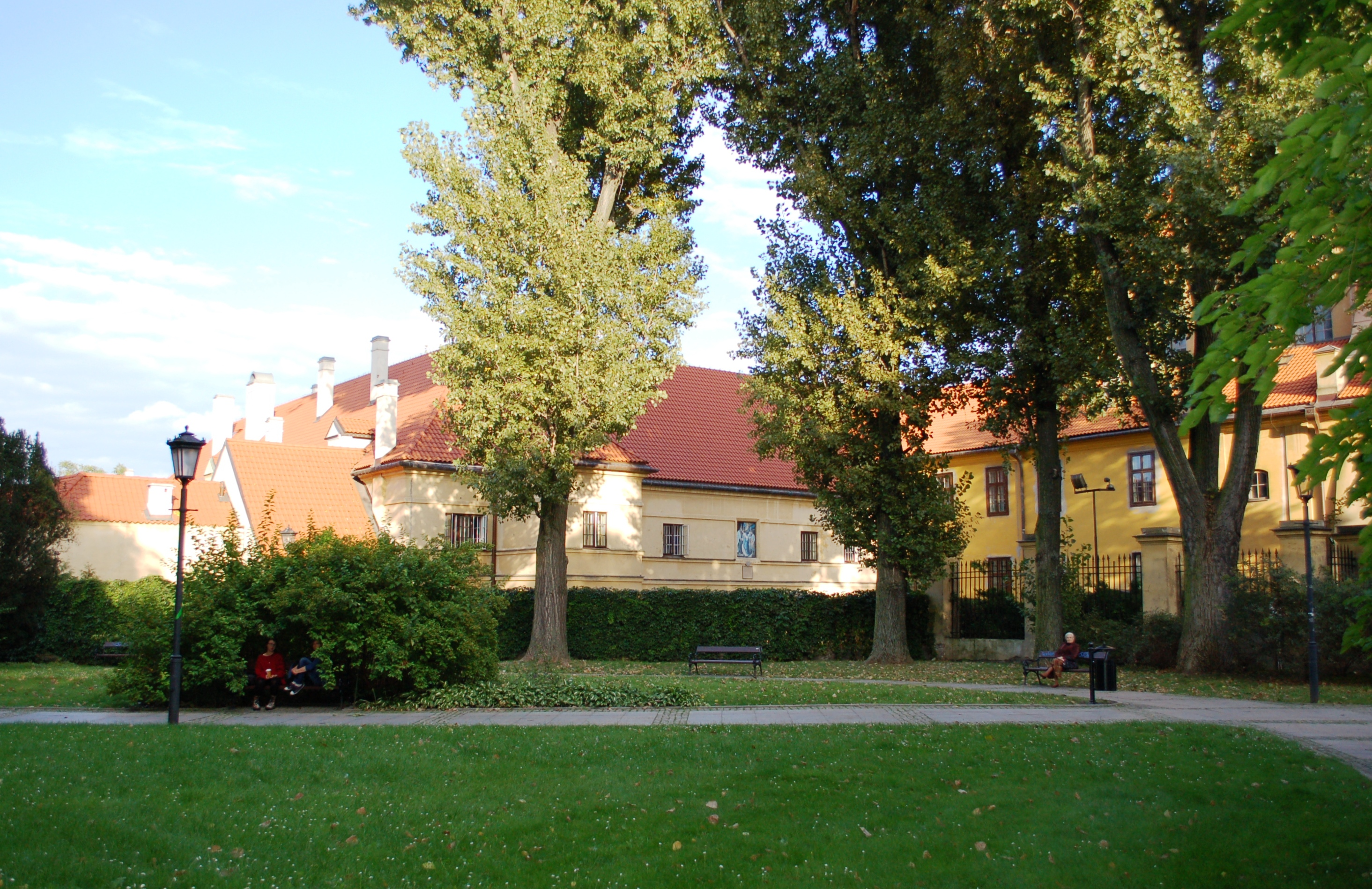
Das Kloster von der Krakowskie Przedmieście (Park ks. Jana Twardowskiego) aus

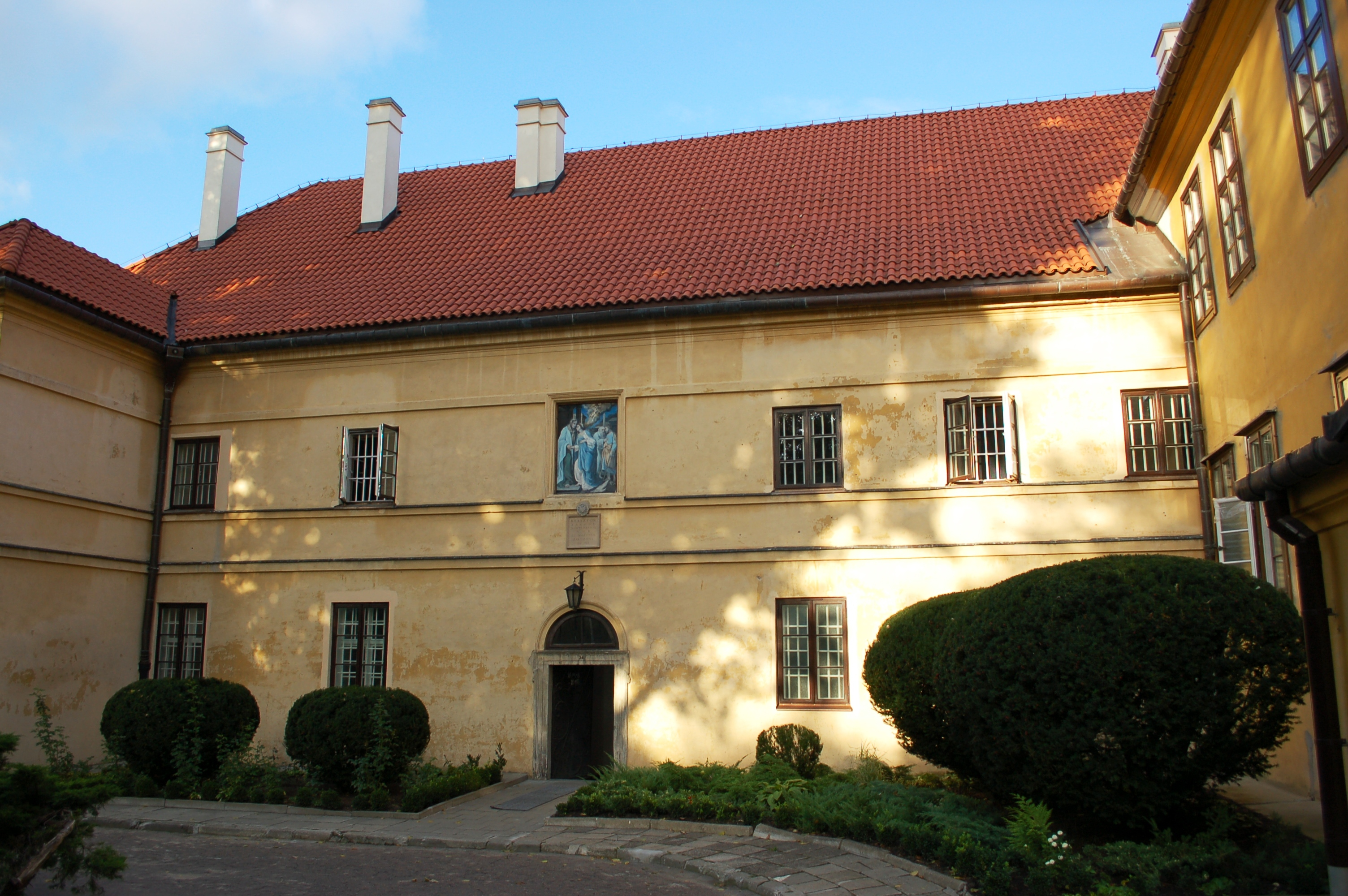
Eingang zum Kloster auf der Westseite

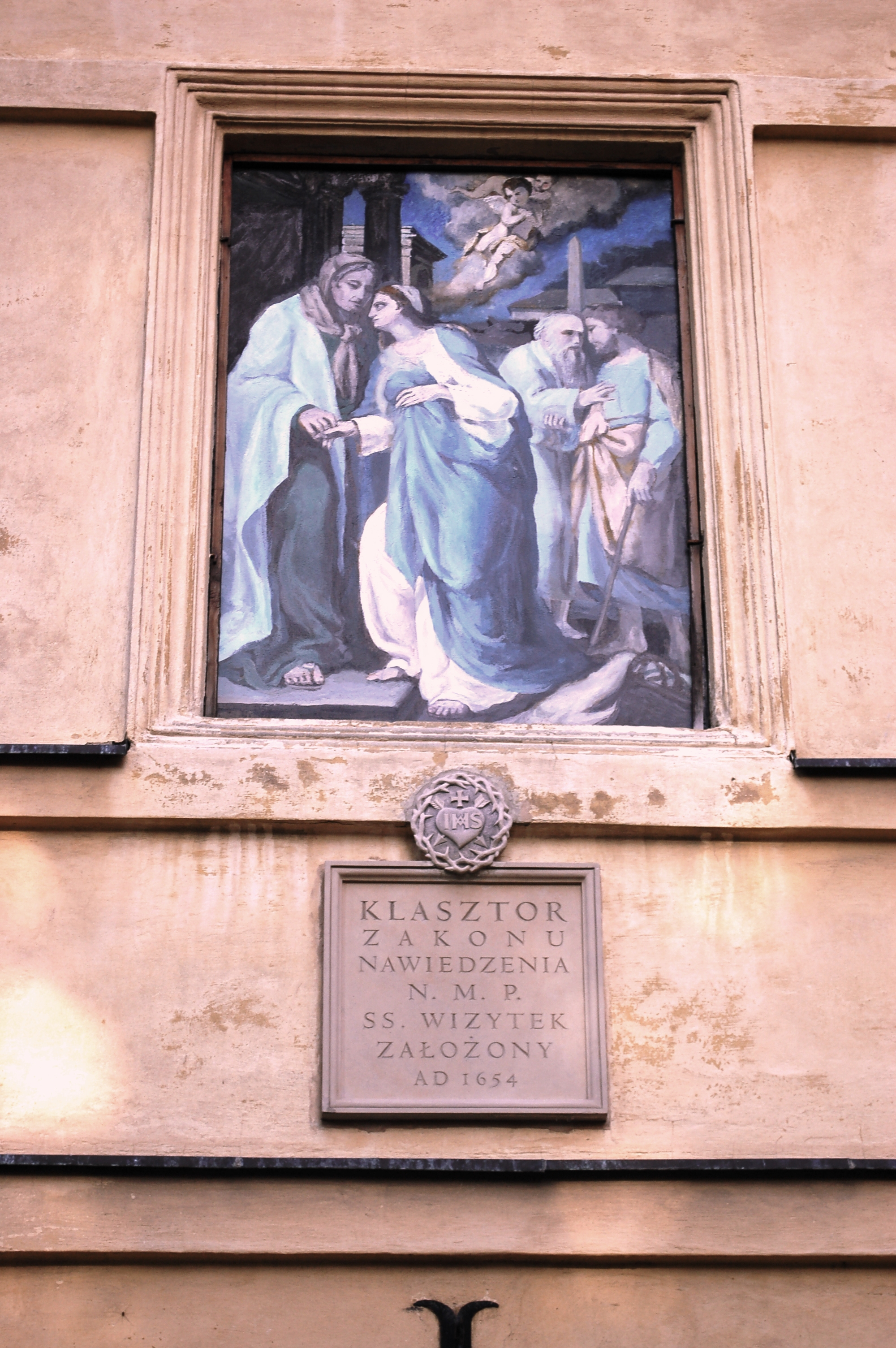
Tafel mit Hinweis auf das Gründungsdatum 1654

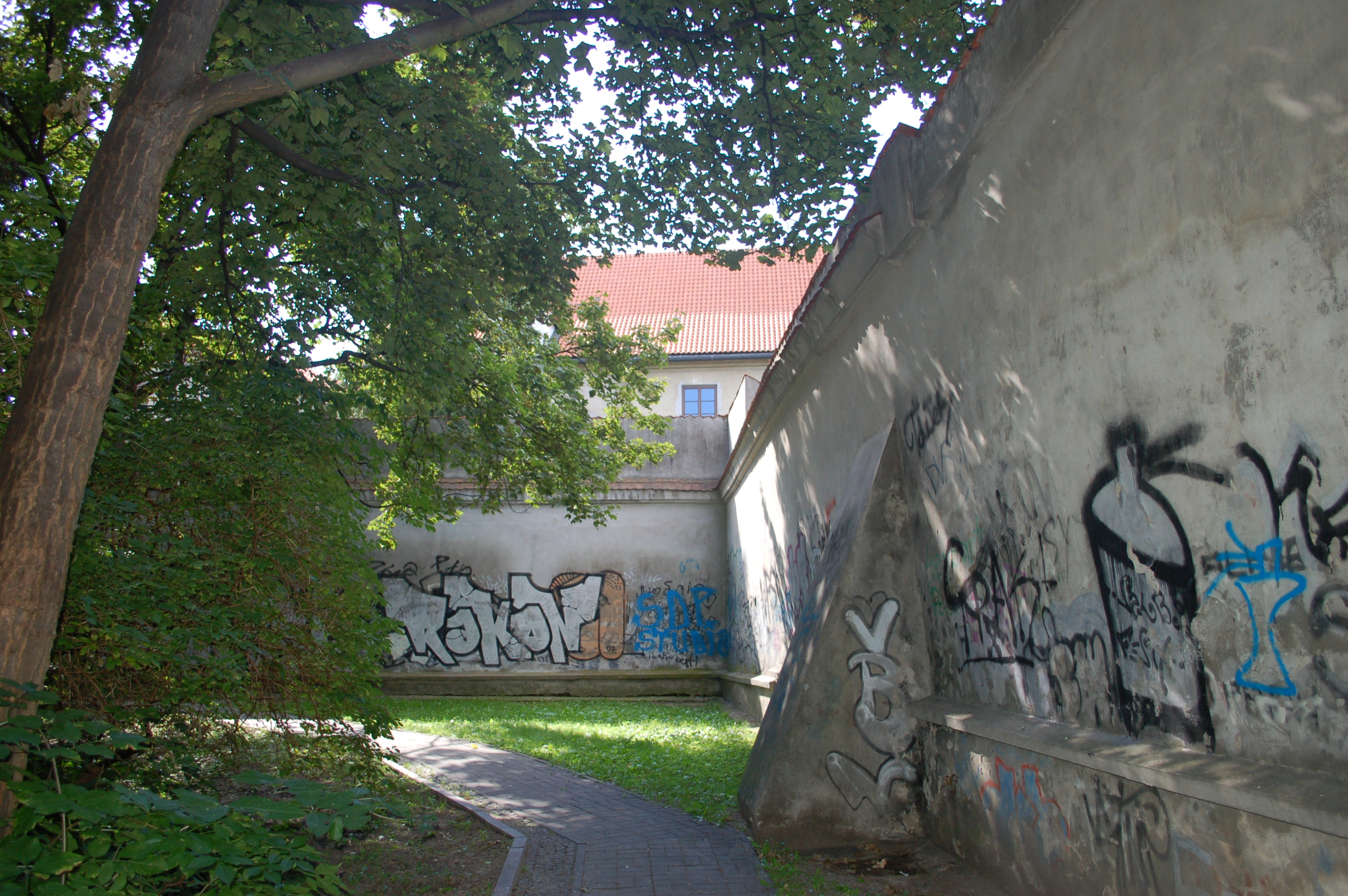
Außenansicht der Grundstücksmauer zu der der Weichsel zugewandten Rückseite des Klosters an der Weichselböschung

Die Klosteranlage der Visitantinnen in Warschau (poln.: Warszawski klasztor sióstr wizytek) ist das älteste Klostergebäude des Salesianerinnenordens in Polen. Es wird seit rund 350 Jahren von den Ordensschwestern als kontemplatives Frauenkloster betrieben und liegt oberhalb der Weichselböschung an der Krakowskie Przedmieście 34 am historischen Warschauer Königstrakt.

## Geschichte
Auf Einladung von Luisa Maria Gonzaga, der Frau des polnischen Königs Johann II. Kasimir, kamen im Sommer 1654 zwölf französische Nonnen des Salesianerinnen-Ordens nach Warschau. Mit Unterstützung der Königin wurde dem Orden zum Bau des Klosters ein Grundstück in unmittelbarer Nähe der damaligen königlichen Residenz (heute ein Teil der Universität Warschau: Kazimierz-Palast) zugewiesen. Der feierliche Verschluss der Klausur in einem zunächst aus Holz errichteten Gebäude erfolgte am 9. August 1654 in Anwesenheit des Königspaares. Die erste Polin, die in das Kloster eintrat, war Helena Warszewicka, die den Namen von Luisa Maria annahm. Bereits im Folgejahr mussten die Klosterangehörigen wegen der schwedischen Invasion ihr neues Heim verlassen und zogen mit dem königlichen Hof vorübergehend nach Głogówek. Im Jahr 1657 waren die Nonnen erneut gezwungen, ihr Kloster zu verlassen – Warschau war von einem Tataren-Angriff bedroht.
Zu Beginn der 1660er Jahre wurde mit der Errichtung eines gemauerten Klostergebäudes begonnen. Die Königin finanzierte zunächst den Bau des Ostflügels, der 1664 fertiggestellt war. Der weitere, etappenweise Ausbau des Klosters erfolgte auf Initiative der Schwester Maria Konstancja Cantarina zwischen den Jahren 1670 und 1682. Es entstanden der Nordflügel, ein Teil des Westflügels und verschiedene Wirtschaftsgebäude (Getreidespeicher und Bäckerei). 
Wegen des starken Zulaufs an Schwestern wurden gegen Ende des 17. Jahrhunderts vom Warschauer Kloster aus zwei weitere Einrichtungen gegründet – 1681 in Krakau und 1694 in Vilnius. 

### 18. Jahrhundert
Während der großen Epidemie in den Jahren 1708 bis 1709 übersiedelten die meisten Nonnen an den Hof in Zawiszyn. In Warschau verblieben nur zehn Schwestern, die das Kloster unterhielten. 
Im Jahr 1727 wurde zwischen dem Orden und dem Architekten Carlo Antonio Bay eine Vereinbarung unterzeichnet, nach der er für das Meditationskloster eine dem Andenken Josefs gewidmete Kirche errichten sollte. Zwei frühere Kirchbauten waren abgebrannt. Der Bau der Visitantinnen-Kirche begann am 28. August 1728 und war 1765 abgeschlossen.
Folgende Bauarbeiten am Kloster in den Jahren 1782 bis 1785 betrafen die Verbindung der Kirche mit dem Kloster. Sie wurden von der Äbtissin Ludwika Helena Zborowska veranlasst und führten zur Errichtung eines Südflügels sowie eines Verbindungsteils mit einer Treppe zum zweigeschossigen klösterlichen Chor, der an die Südseite des Kirchenpresbyteriums angrenzt.

### 19. Jahrhundert
Die polnischen Teilungen wirkten sich negativ auf das Kloster aus. Kirche und Kloster verloren viele wertvolle Kunstwerke als Kontributionen zum Kościuszko-Aufstand. Ab 1797 wurde auch mehrfach Grundeigentum des Klosters konfisziert. Im Jahr 1807 wurde das Kloster zu einem Lazarett für die Napoleonische Armee umfunktioniert; die Schwestern mussten für ein Jahr in das Benedektinnerinnen-Kloster in der Neustadt ziehen.

### 20. Jahrhundert
Während des Zweiten Weltkriegs blieben Kirche und Kloster trotz der schweren Bombenangriffe im Jahr 1939 und den Zerstörungen anlässlich und infolge des Warschauer Aufstandes von 1944 weitgehend erhalten. Nach dem Aufstand wurden die Klosterbewohner von den deutschen Besatzungsbehörden gezwungen, es zu verlassen. Im Jahre 1949 wurde durch die Intervention von Jan Zachwatowicz und Aleksander Gieysztor das Kloster vor dem von Regierung und Militär geplanten Abriss gerettet. Es folgte eine Generalsanierung. Das Kloster ist für Touristen nicht zugänglich.

## Ensemble
Das Kerngebäude des barocken Klosters ist auf einem etwa rechteckigen Grundriss errichtet und verfügt über einen Innenhof. Es wird teilweise von flacheren Seitengebäuden umgeben. Die barocke hölzerne Kreuzigungsgruppe stammt aus der ersten Hälfte des 18. Jahrhunderts. Nach hinten bis zum Rand der Weichselböschung liegen die rund 3500 Quadratmeter großen Gemüsegärten der Nonnen. Direkt unterhalb der das gesamte Gelände einfassenden 3 Meter hohen Mauer liegt das Stanisław-Markiewicz-Viadukt der hier die Böschung herabführenden Ulica Karowa.